# Myobatrachidae
I Miobatrachidi (Myobatrachidae Schlegel, 1850) sono una famiglia di anfibi appartenenti all'ordine degli Anuri.

## Tassonomia
La famiglia comprende i seguenti generi:
- Arenophryne Tyler, 1976 (2 sp.)
- Assa Tyler, 1972 (1 sp.)
- Crinia Tschudi, 1838 (17 sp.)
- Geocrinia Blake, 1973 (7 sp.)
- Metacrinia Parker, 1940 (1 sp.)
- Mixophyes Günther, 1864 (8 sp.)
- Myobatrachus Schlegel, 1850 (1 sp.)
- Paracrinia Heyer and Liem, 1976 (1 sp.)
- Pseudophryne Fitzinger, 1843 (14 sp.)
- Rheobatrachus Liem, 1973 (2 sp.)
- Spicospina Roberts, Horwitz, Wardell-Johnson, Maxson, and Mahony, 1997 (1 sp.)
- Taudactylus Straughan and Lee, 1966 (6 sp.)
- Uperoleia Gray, 1841 (28 sp.)